# Coelogyne occultata
Coelogyne occultata é uma espécie de orquídea epífita, família Orchidaceae, que habita de Sikkim até o leste de Yunnan, na China. Apresenta duas variedades: occultata e uniflora, esta apenas no Butão e Myanmar.